# Pasaje de Caamaño
El Pasaje de Caamaño (en inglés: Caamaño Passage) es un estrecho que se localiza en la costa norte de la Columbia Británica, al oeste de Canadá, situado entre las Islas Dundas y Zayas en el lado oeste del estrecho de Chatham y cerca de Prince Rupert. Fue llamado así debido a Jacinto Caamaño, comandante del barco español de exploración Aranzazu que había estado en esta costa en 1792, por el capitán Learmouth del HMS Egeria, que realizó estudios de la isla Zayas.